# 1540

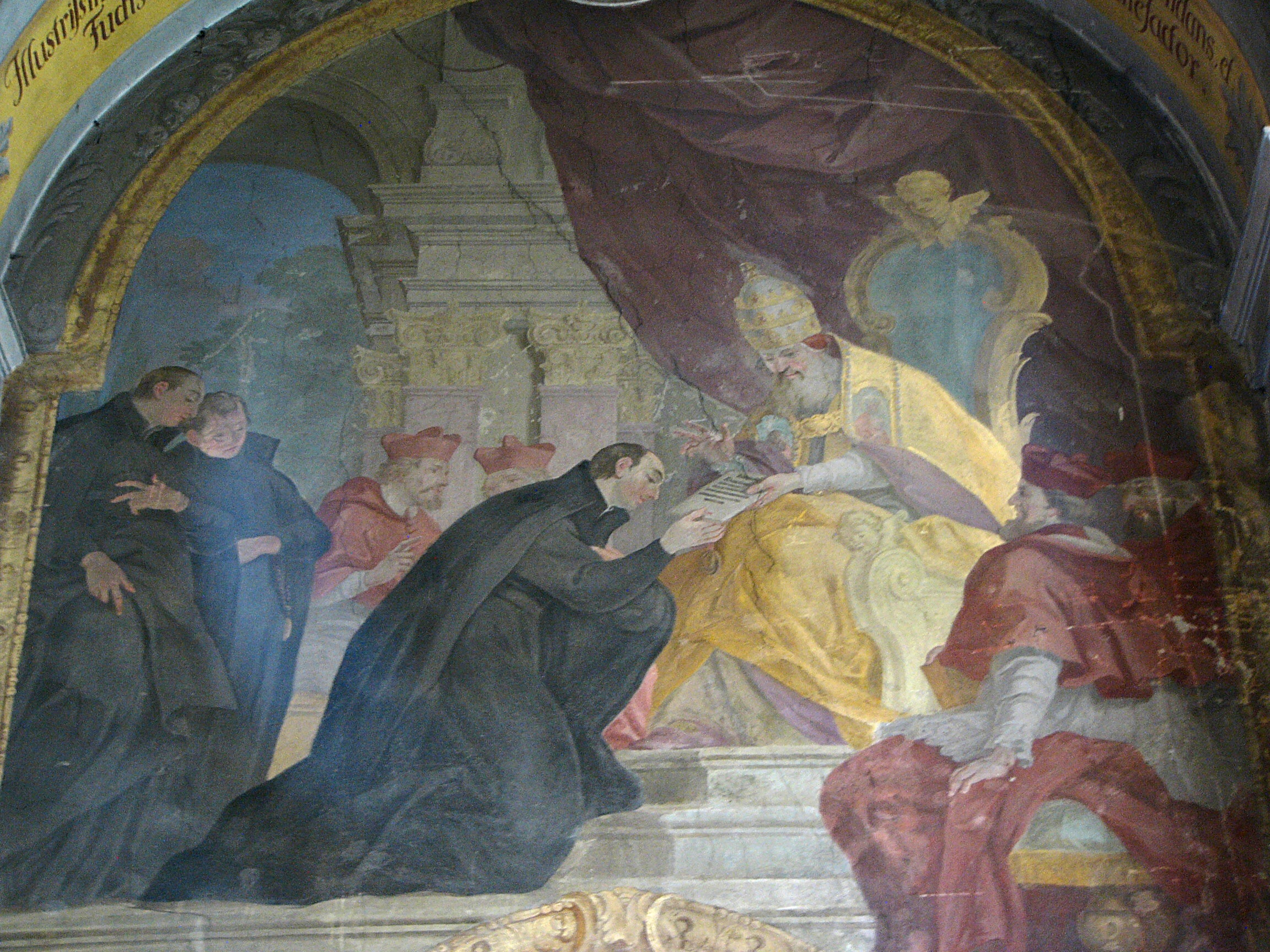
Paus Paulus III keurt de jezuïetenorde goed

Het jaar 1540 (in Romeinse cijfers MDXL) was een schrikkeljaar dat op een donderdag begon. Het was het 40e jaar van de 16e eeuw.

## Gebeurtenissen
januari
- 6 - Hendrik VIII van Engeland trouwt met Anna van Kleef.

februari
- 23 - Francisco Vásquez de Coronado vertrekt vanuit Nieuw-Spanje noordwaarts op zoek naar de Zeven Steden van Cibola.

april
- 16 - Pedro de Anzures sticht Sucre.
- 30 - Concessio Carolina: Karel V legt de stad Gent een nieuwe stadskeur op, waarmee de stedelijke autonomie feitelijk tot een einde komt. Einde van de Gentse Opstand.

mei
- 12 - Karel V legt de eerste steen van het Spanjaardenkasteel in Gent dat de stad in bedwang moet houden.
- 17 - slag bij Kannauj: Sher Shah Suri, heerser van Bihar, verslaat grootmogol Humayun. Hij laat zich uitroepen tot Sultan van Delhi en sticht de Suridynastie.

juni
- 1 - Edict van Fontainebleau: Koning Frans I van Frankrijk verklaart het protestantisme "hoogverraad aan God". Begin van de protestantenvervolgingen in Frankrijk.
- 10 - Thomas Cromwell wordt gearresteerd en uit zijn functies ontheven.

juli
- 9 - Koning Hendrik VIII van Engeland laat zijn huwelijk met Anna van Kleef, nietig verklaren.
- 14 - Stichting van Buenaventura door Juan de Ladrilleros

augustus
- 8 - Hendrik VIII van Engeland trouwt voor de vijfde maal, met Catharina Howard.
- 20 - Huwelijk van René van Chalon en Anna van Lotharingen.
- augustus - Huwelijk van Johannes Calvijn met Idelette de Bure

september
- 27 – De Sociëteit van Jezus, bekend als de jezuïeten, wordt officieel erkend door paus Paulus III in de bul Regimini militantis Ecclesiae.
- september - García López de Cárdenas wordt door Francisco Vásquez de Coronado uitgezonden, bereikt de Colorado en ziet als eerste Europeaan de Grand Canyon.

oktober
- 11 - Graafschap Gavere wordt verheven tot een prinsdom.

december
- 16 - Keizer Karel V vaardigt als koning van Spanje een edict uit, waarin Maranen met straf worden bedreigd als ze heimelijk de joodse godsdienst belijden.

zonder datum
- Pedro de Valdivia begint de verovering van Chili.
- Francisco de Montejo begint de verovering van Yucatán.
- De Krimtartaren en het kanaat Kazan vallen Moscovië aan, maar worden teruggedrongen.
- Grote zonnejaar: De zomer van dit jaar is in West- en Midden-Europa uitzonderlijk lang, warm en droog
- Hernando de Soto trekt met zijn expeditie door de Appalachen.
- Alvar Núñez Cabeza de Vaca leidt een kolonisatie-expeditie naar Rio de la Plata.
- Melchior Díaz ontdekt de monding van de Colorado en stelt vast dat de Golf van Californië geen tweede uitgang heeft.
- Hernando de Alarcón, met een bevoorradingsexpeditie voor Francisco Vazquez de Coronado, vaart de Golf van Californië op tot aan de Colorado, en vervolgens eindweegs rivieropwaarts.
- Oprichting van de Michoacaanse Universiteit van San Nicolás de Hidalgo, de oudste universiteit op het Amerikaanse vasteland.
- Stichting van de stad Ternopil.
- António de Faria leidt de eerste Europese expeditie naar Champa (Noord-Vietnam) en Hainan.
- Stadsbrand van Nijkerk
- Stadsbrand van Vianen
- De Portugezen bouwen Fort Kalamata op Ternate.
- Stichting van het koninkrijk Imerina op het eiland Madagaskar door koning Andriamanelo (jaartal bij benadering)

## Beeldende kunst

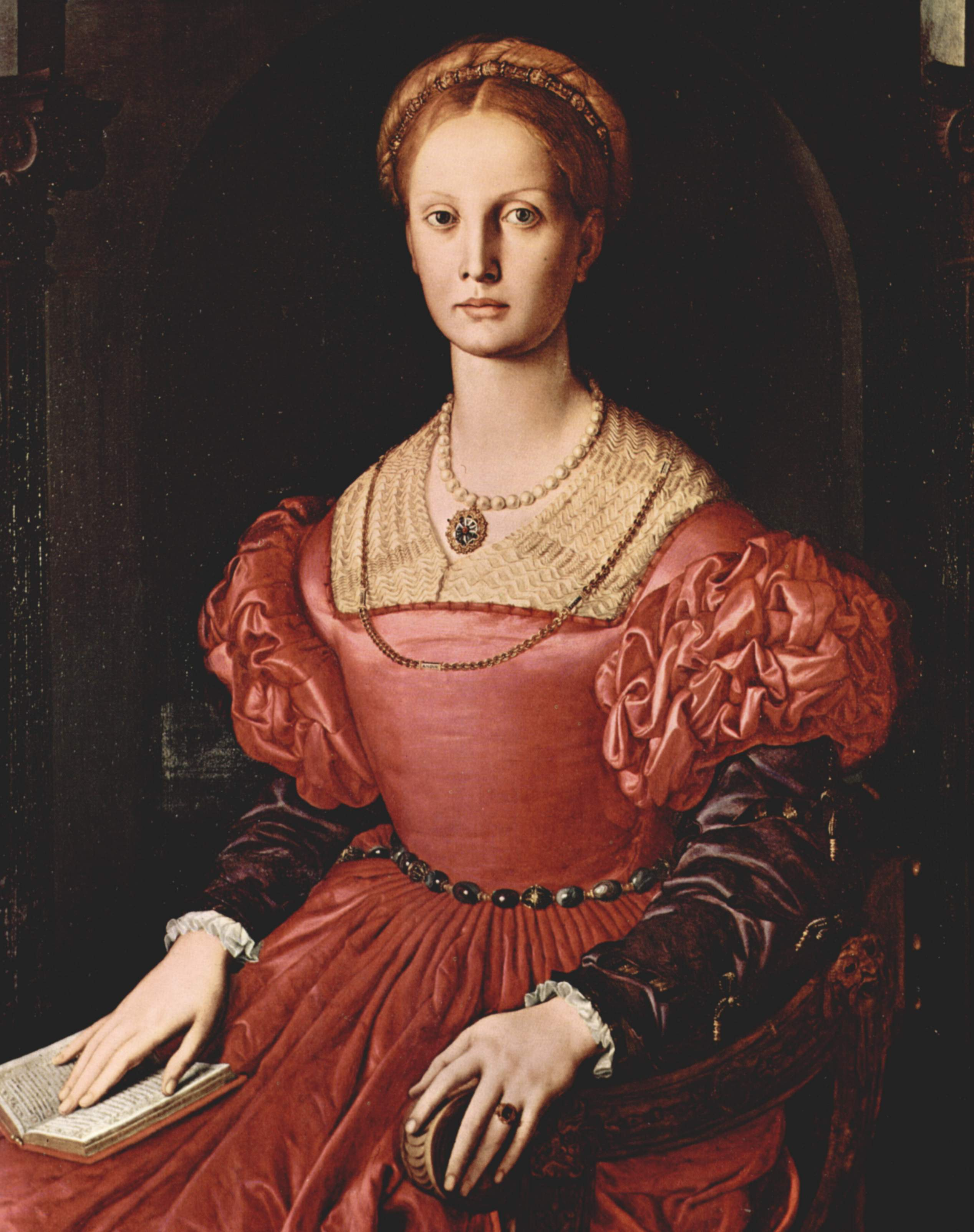
Agnolo Bronzino: Portret van Lucrezia Panciatichi
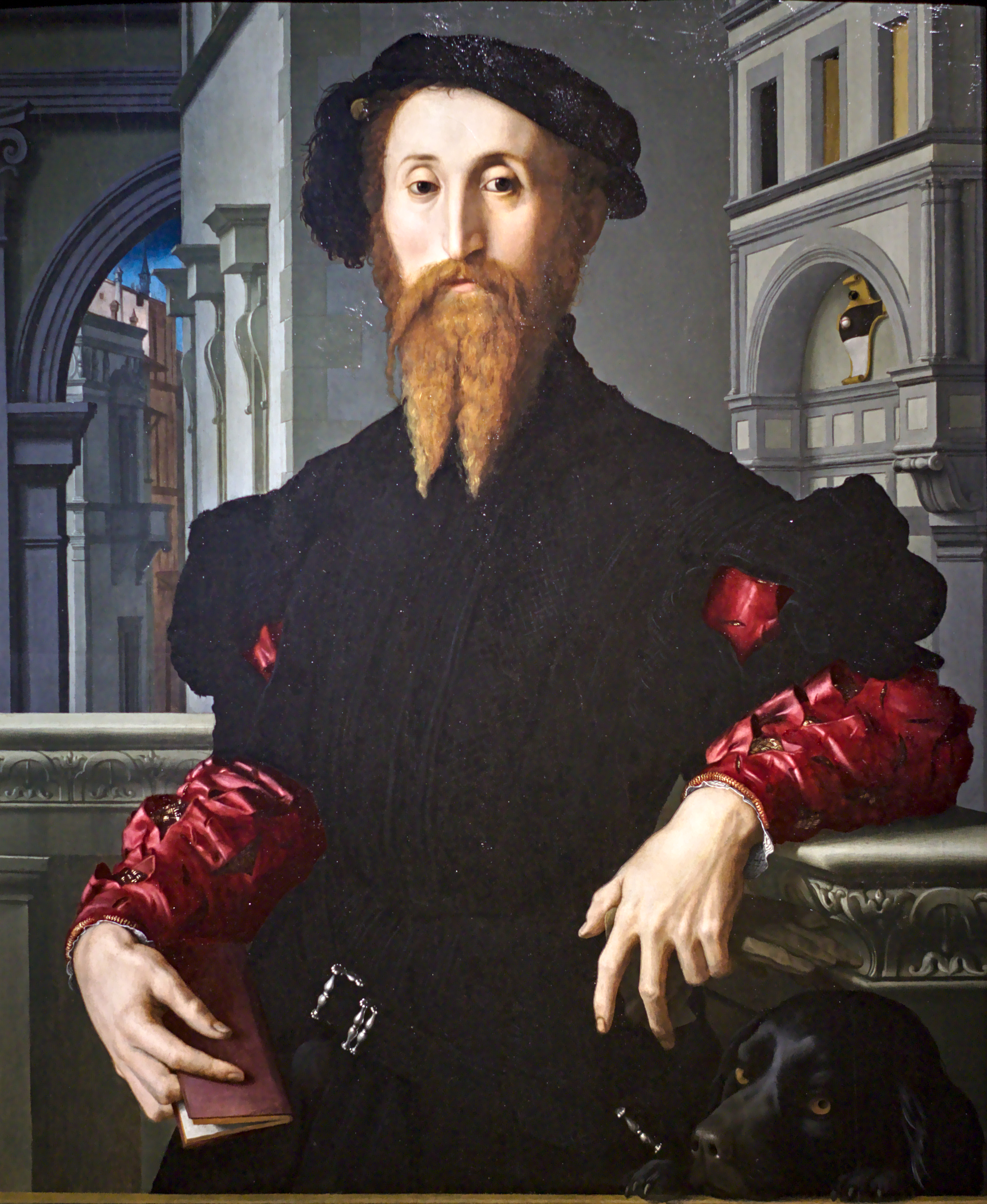
Agnolo Bronzino: Portret van Bartolomeo Panciatichi
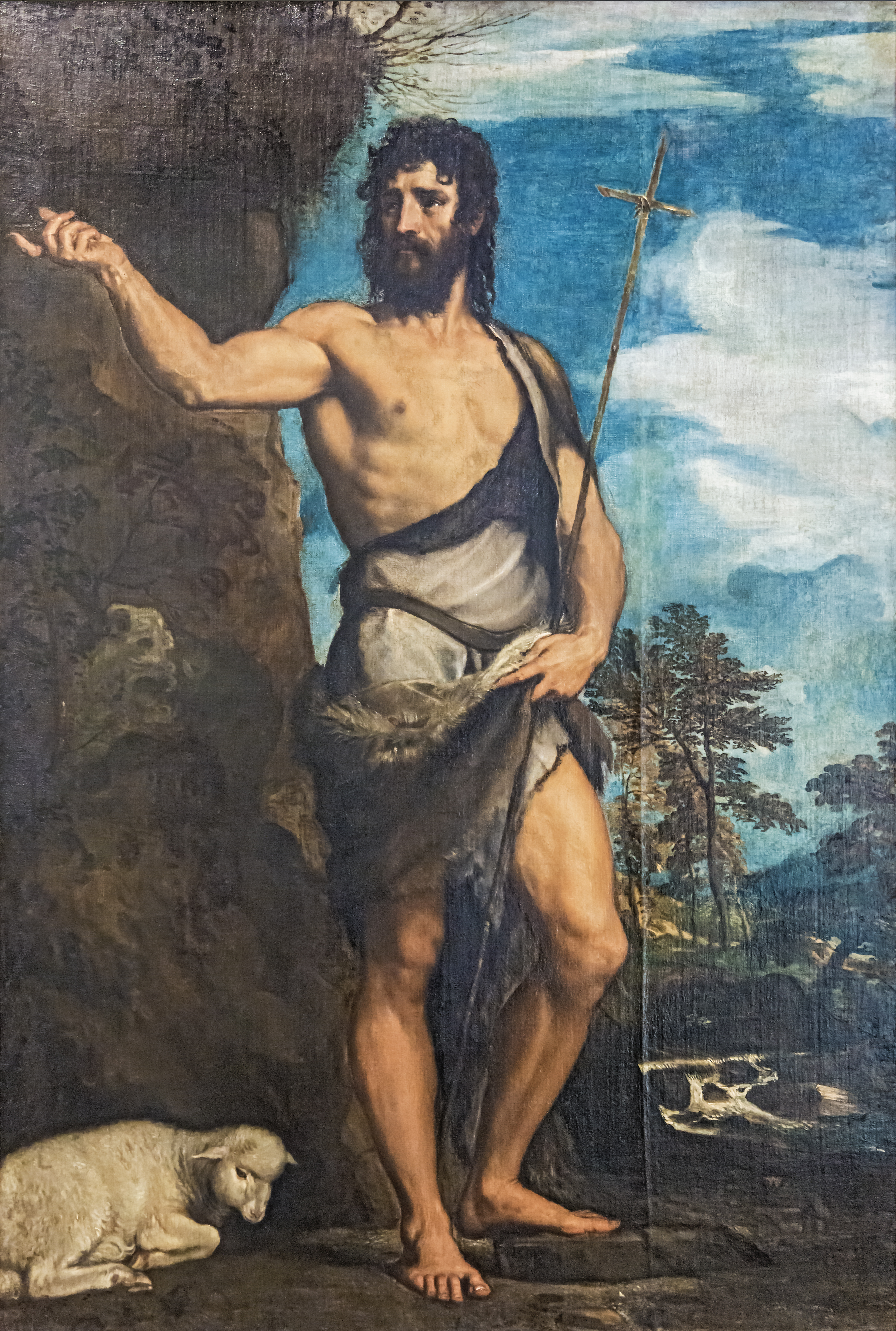
Titiaan: Johannes de Doper
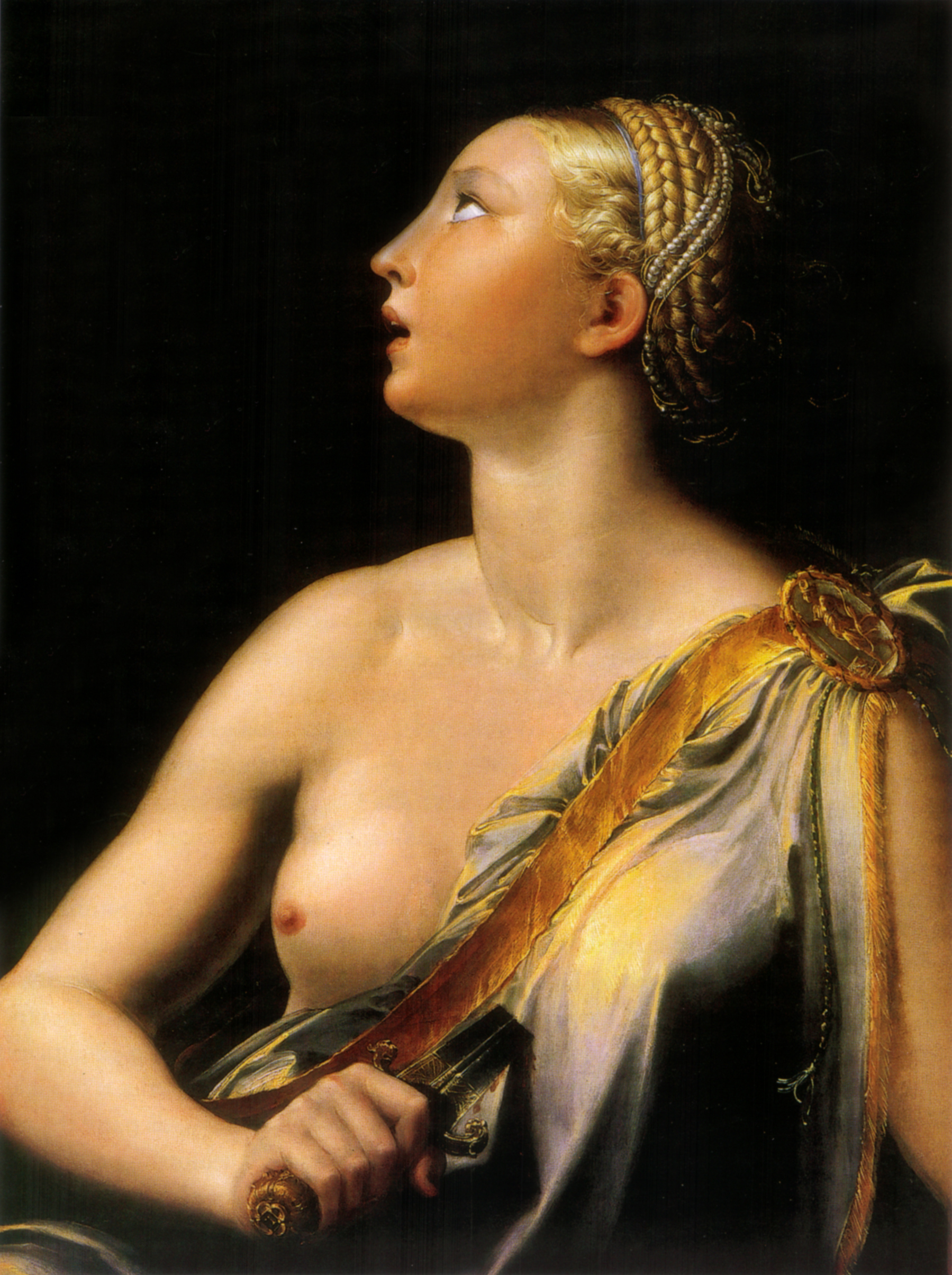
Parmigianino: Lucretia
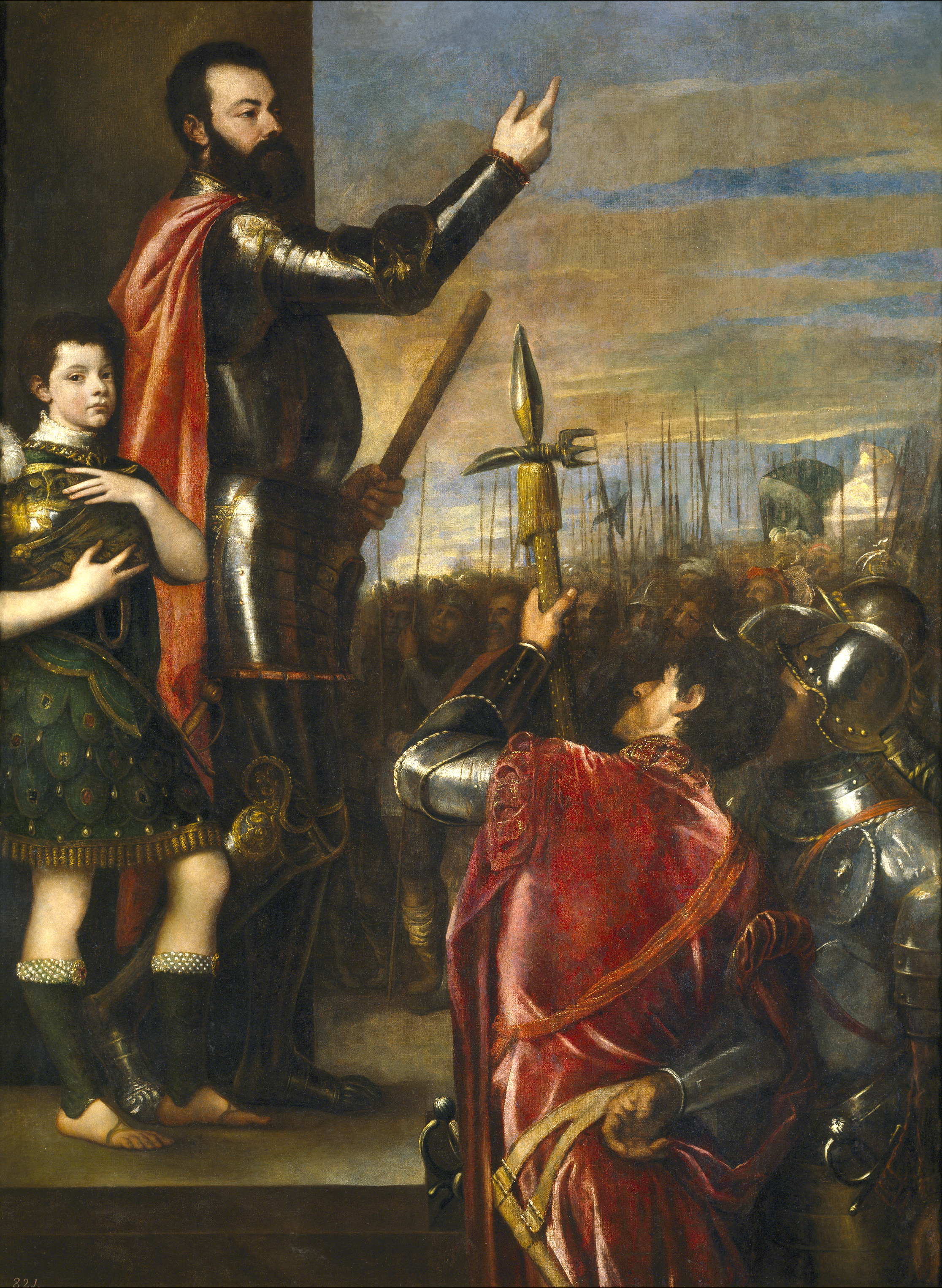
Titiaan: Alfonso d'Avalos spreekt zijn troepen toe

## Opvolging
- Calenberg - Erik I opgevolgd door zijn zoon Erik II
- Friesland, Overijssel, Groningen en Drenthe (stadhouder) - Georg Schenck van Toutenburg opgevolgd door Maximiliaan van Egmont
- Holland en Zeeland (stadhouder) - Antoon I van Lalaing opgevolgd door René van Chalon
- Oost-Hongarije - Johan Zápolya opgevolgd door zijn zoon Johan II Sigismund Zápolya onder regentschap van diens moeder Isabella van Polen
- Mantua en Monferrato - Federico II Gonzaga opgevolgd door zijn zoon Francesco III Gonzaga
- Montenegro - Vasilije I opgevolgd door Nikodim, op zijn beurt opgevolgd door Romil
- Oost-Friesland - Enno II opgevolgd door zijn zoon Edzard II

## Afbeeldingen

Anna van Kleef was volgens Hendrik VIII veel lelijker dan haar portret doet voorkomen
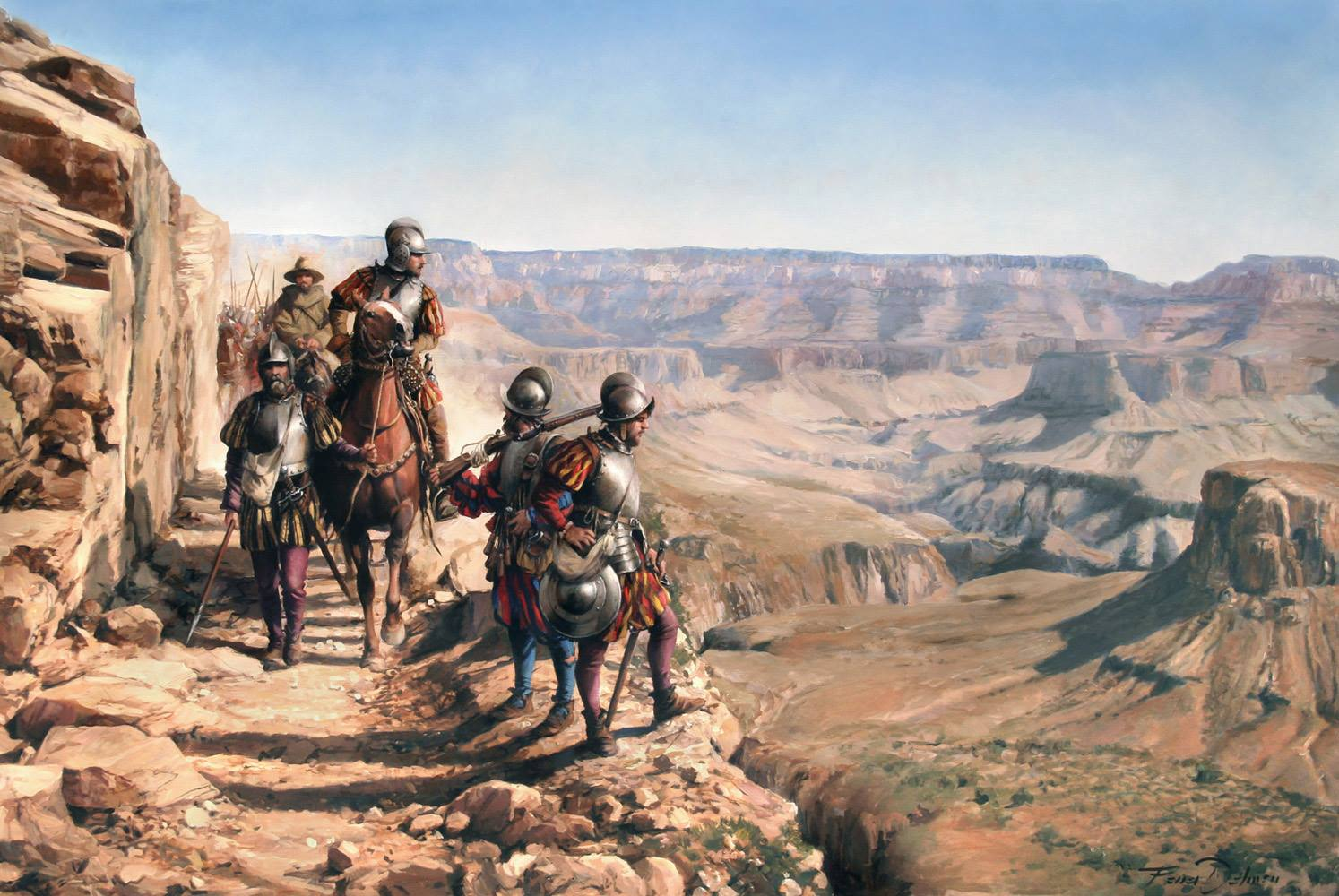
García López de Cárdenas ontdekt de Grand Canyon
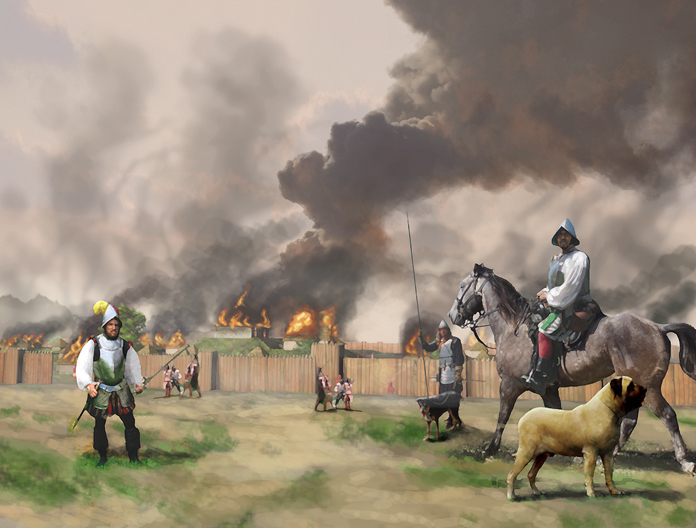
Hernando de Soto steekt Mabila in brand in vergelding voor een aanval op zijn expeditie
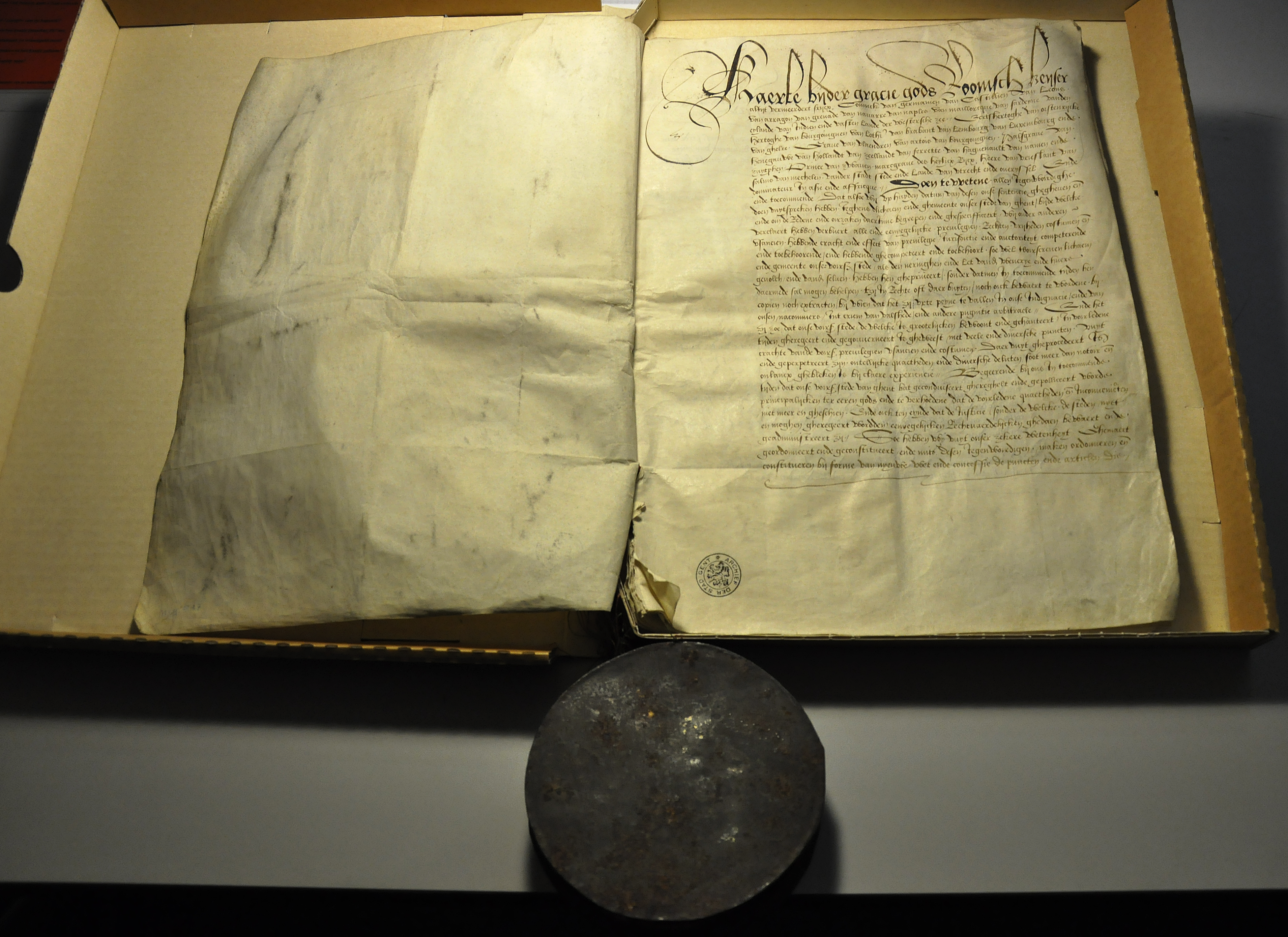
Concessio Carolina
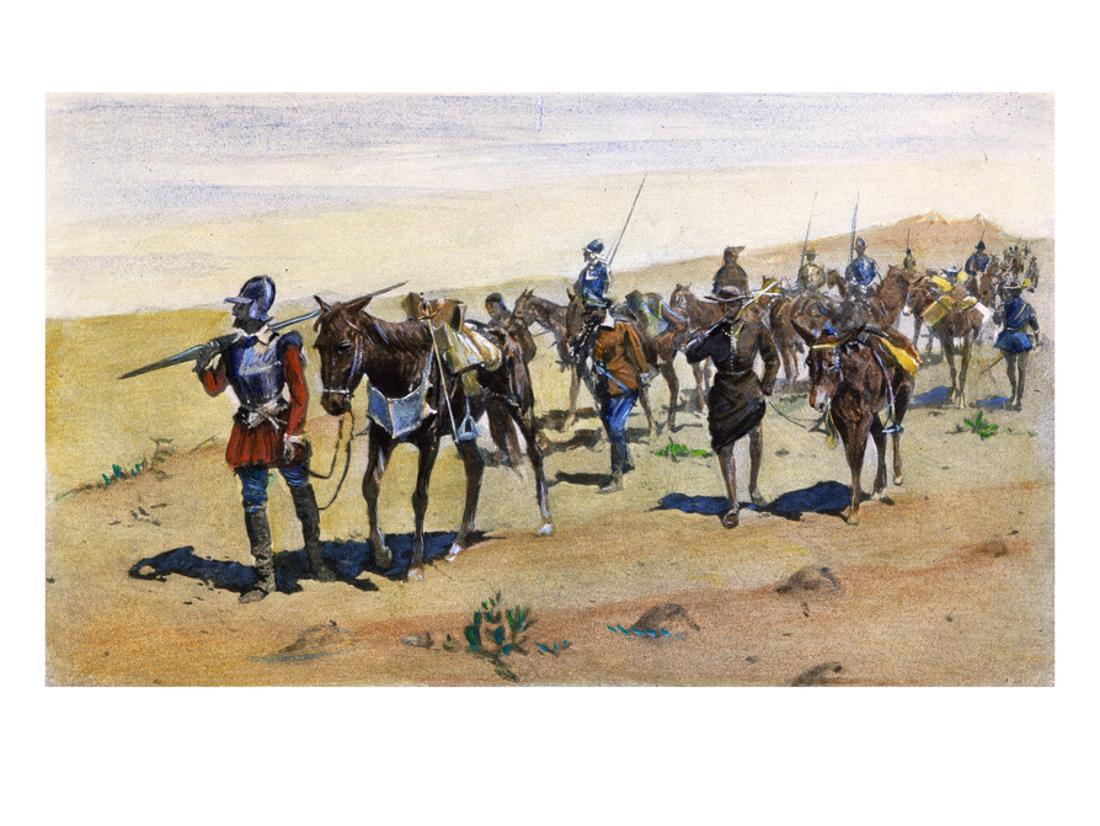
Expeditie van Francisco de Coronado
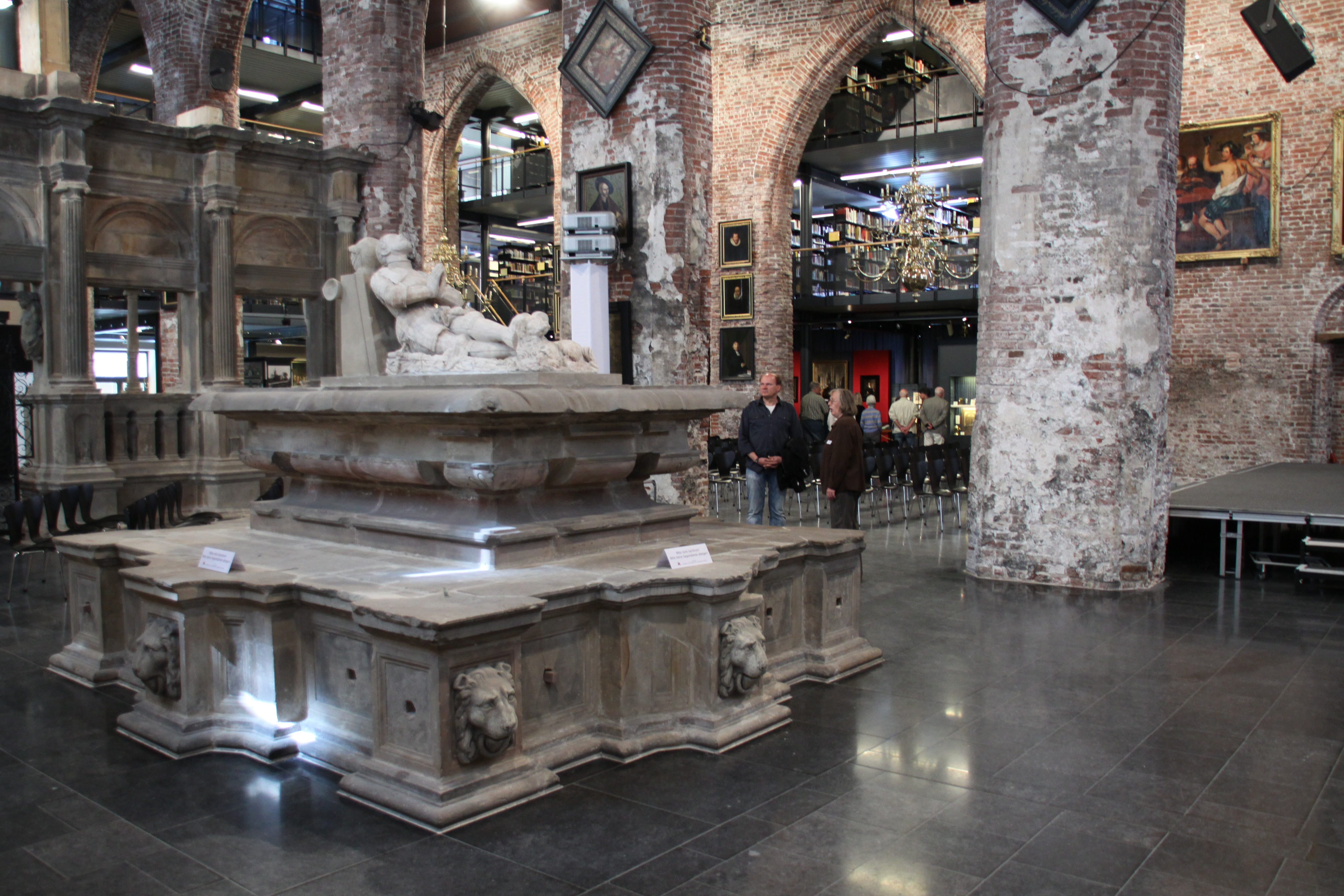
Graf van Enno II, Emden

## Geboren
- 23 januari - Magdalena van Mansfeld, Duits edelvrouw
- 25 januari - Edmund Campion, Engels jezuïet
- 28 januari - Ludolph van Ceulen, Duits-Nederlands wiskundige
- 20 februari - Cornelius van Hille, Zuid-Nederlands predikant
- 17 maart - Bernhard VII van Anhalt, Duits edelman
- 9 mei - Maharana Pratap, koning van Mewar (1572-1597)
- 16 mei - Paschalis Baylon, Spaans monnik
- 18 mei - Evert IV Zoudenbalch, Nederlands politicus
- 3 juni - Karel II van Oostenrijk, aartshertog van Binnen-Oostenrijk
- 29 juni - Ana de Mendoza y de la Cerda, Spaans edelvrouw
- 7 juli - Johan II Sigismund Zápolya, vorst van Oost-Hongarije (1540-1571)
- 11 juli - Adolf van Nassau, Duits edelman
- 16 juli - Alfonso Carafa, Napolitaans kardinaal
- 31 juli - Frans II van Nevers, Frans edelman
- 5 augustus - Josephus Justus Scaliger, Frans historicus
- 25 augustus - Catherine Grey, Engels edelman
- 26 augustus - Magnus van Lijfland, koning van Lijfland
- 27 september - Ostilio Ricci, Italiaans wiskundige
- 17 oktober - Jan van Foreest, Nederlands politicus
- 12 november - Anna van Palts-Veldenz, Duits edelvrouw
- 16 november - Cecilia van Zweden, Zweeds prinses
- 8 december - Giovanni Vincenzo Gonzaga, Italiaans kardinaal
- 12 december - Christopher Hatton, Engels staatsman
- José de Acosta, Spaans jezuïet en historicus
- Denijs Calvaert, Zuid-Nederlands kunstschilder
- Leonard van Casembroot, Zuid-Nederlands politicus
- Adolf van Cortenbach, Zuid-Nederlands veldheer
- Pauwels Franck, Zuid-Nederlands kunstschilder
- Conrad VI Kettler, Nederlands edelman
- Lettice Knollys, Engels hofdame
- Herman Georg van Limburg Stirum, Nederlands edelman
- Eleonor van Longueville, Frans edelman
- Filips van Marnix van Sint-Aldegonde, Nederlands diplomaat en schrijver
- Amalia van Nieuwenaar-Alpen, Nederlands edelvrouw
- Dirck Pietersz van Nierop, Nederlands anabaptistenleider
- Sanggye Rinchen, Tibetaans geestelijk leider
- Maarten Schenk van Nydeggen, Nederlands veldheer
- Cornelius Schonaeus, Nederlands schrijver
- Hans Speckaert, Zuid-Nederlands kunstschilder
- Nicolò Stizzìa, Siciliaans geestelijke en jurist
- Simon Syrenius, Pools botanicus
- Willem Taelboom, Zuid-Nederlands theoloog
- Olivier van den Tympel, Nederlands veldheer
- François Viète, Frans wiskundige
- Josyne van Beethoven, Zuid-Nederlands hekserijveroordeelde (jaartal bij benadering)
- Gilles van Berlaymont, Zuid-Nederlands staatsman (jaartal bij benadering)
- Peter Binsfeld, Duits theoloog (jaartal bij benadering)
- Amelis van den Bouckhorst, Nederlands edelman (jaartal bij benadering)
- Joris van Bracle, Zuid-Nederlands politicus (jaartal bij benadering)
- Palamedes van Chalon, Nederlands aristocraat (jaartal bij benadering)
- Margaret Clifford, Engels edelvrouw (jaartal bij benadering)
- Francis Drake, Engels kaper en ontdekkingsreiziger (jaartal bij benadering)
- Hiëronymus Francken, Zuid-Nederlands kunstschilder (jaartal bij benadering)
- Augustijn van Hernighem, Zuid-Nederlands dagboekschrijver (jaartal bij benadering)
- Adam van Haren, Nederlands staatsman (jaartal bij benadering)
- Jean Le Saive I, Zuid-Nederlands kunstschilder (jaartal bij benadering)
- Hojo Ujiteru, Japans samoerai (jaartal bij benadering)
- Johan Ingenhuys, Nederlands koopman en politicus (jaartal bij benadering)
- Pieter Keyser, Nederlands zeevaarder (jaartal bij benadering)
- Bernardo Morando, Venetiaans-Pools architect (jaartal bij benadering)
- Mimar Davud Ağa, Turks architect (jaartal bij benadering)
- Jakob Muys van Holy, Nederlands politicus (jaartal bij benadering)
- Antonio Pérez, Spaans staatsman (jaartal bij benadering)
- Simone Peterzano, Italiaans kunstschilder (jaartal bij benadering)
- Pieter Pietersz., Nederlands kunstschilder (jaartal bij benadering)
- Jacob van Quesnoy, Nederlands jurist (jaartal bij benadering)
- Herman de Ruyter, Nederlands geuzenleider (jaartal bij benadering)
- Gilles de Souvré, Frans veldheer (jaartal bij benadering)
- Jerome Tseraerts, Zuid-Nederlands edelman (jaartal bij benadering)
- Santiago de Vera, Spaans koloniaal bestuurder (jaartal bij benadering)

## Overleden
- 27 januari - Angela Merici (~65), Italiaans kloosterstichtster
- 2 februari - Georg Schenck van Toutenburg, Duits-Nederlands staatsman
- 22 februari - Ferrante d'Este (~62), Italiaans edelman
- 21 maart - John de Vere (~57), Engels hoveling
- 15 april - Cornelia van Wulfschkercke, Zuid-Nederlands miniaturist
- 21 april - Alfons van Portugal (30), Portugees prins en kardinaal
- 6 mei - Juan Luis Vives (47), Spaans filosoof
- 22 mei - Francesco Guicciardini (57), Florentijns politicus en geschiedschrijver
- 27 juni - Antonio Montesino (~64), Spaans monnik
- 28 juni - Federico II Gonzaga (40), markgraaf en hertog van Mantua en Monferrato
- juni - Annibale II Bentivoglio (~72), Italiaans legerleider
- 22 juli - Johan Zápolya (53), koning van Hongarije (1526-1540)
- 28 juli - Thomas Cromwell, Engels staatsman (executie)
- 30 juli - Thomas Abel, Engels priester (executie)
- 30 juli - Erik I van Brunswijk-Calenberg-Göttingen (70), Duits edelman
- 5 augustus - Jean Jonglet (~60), Zuid-Nederlands diplomaat
- 15 augustus - Johannes de Witte (65), Zuid-Nederlands humanist
- 20 augustus - Guillaume Budé (73), Frans classicus
- 24 augustus - Parmigianino (37), Italiaans kunstschilder
- 29 augustus - Jan Latalski (~77), Pools prelaat
- 2 september - Dawit II (~44), keizer van Ethiopië (1508-1540)
- 14 september - William Kingston (~64), Engels hoveling
- 20 september - Eduard van Guimarães (24), Portugees prins
- 24 september - Enno II (~35), graaf van Oost-Friesland
- 4 november - Marcus Laurinus (52), Zuid-Nederlands humanist
- 4 december - William Sandys (~70), Engels diplomaat
- 10 december - Jan van Horne (~60), Zuid-Nederlands edelman
- Lodewijk van Bodegem (~70), Zuid-Nederlands architect
- Adolf van Bourgondië (~51), Nederlands edelman
- Nicolaas Cop (~39), Zwitsers kerkhervormer
- Rosso Fiorentino (~46), Italiaans kunstschilder
- Sigismund Holbein, Duits kunstschilder
- Gerard Horenbout, Zuid-Nederlands kunstschilder
- Antoon I van Lalaing (~60), Zuid-Nederlands edelman
- Mac Dang Dung, kroonprins van Vietnam
- Giovanni Nevizzano (~50), Italiaans jurist
- Balthasar Oomkens van Esens, Oost-Fries edelman
- Rinchen Öser (~87), Tibetaans geestelijk leider
- Carolus Souliaert, Zuid-Nederlands componist
- Jean Clouet, Zuid-Nederlands-Frans kunstenaar (jaartal bij benadering)
- Tristão da Cunha, Portugees ontdekkingsreiziger (jaartal bij benadering)
- Johann Faust, Duits geneesheer en alchemist (jaartal bij benadering)
- Francesco de Layolle (~48), Italiaans componist (jaartal bij benadering)